# Sitagliptine
Sitagliptine (INN, merknaam Januvia®) is een geneesmiddel uit de groep van DPP-4-remmers (dipeptidylpeptidase-4-remmers), waartoe ook vildagliptine en saxagliptine (merknaam Onglyza) behoren. Deze geneesmiddelen verlagen de bloedglucose bij patiënten met diabetes mellitus type 2 (niet-insulineafhankelijke diabetes).
Sitagliptine helpt om de hoeveelheid insuline na een maaltijd op peil te houden. Na een maaltijd komen er zogenaamde incretinehormonen vrij in het lichaam, die de alvleesklier aanzetten tot de aanmaak van insuline. Bij patiënten met diabetes mellitus type 2 gebeurt dat echter te weinig. Sitagliptine blokkeert de afbraak van deze incretinehormonen door het enzym dipeptidylpeptidase 4 (DPP-4). Daardoor stimuleert het de aanmaak van meer insuline wanneer de bloedglucosewaarden hoog zijn. Sitagliptine werkt niet als de bloedglucose al laag is.
Door de insulinespiegel te verhogen verlaagt sitagliptine ook de hoeveelheid glucose die de lever aanmaakt, hetgeen ook bijdraagt aan de regulering van de bloedglucosespiegel.
Januvia® van Merck Sharpe & Dohme (MSD) is een merknaam van sitagliptine, dat in de Verenigde Staten en in de Europese Unie is toegelaten. Het kan als enkelvoudige therapie gebruikt worden, of in combinatie met een of twee ander middelen (metformine en/of een sulfonylureumderivaat en/of een PPARγ-agonist zoals een thiazolidinedion). Janumet en Velmetia van MSD zijn combinatiemiddelen met sitagliptine en metformine.

## Vergoeding in Nederland
Het geneesmiddel is in Nederland opgenomen in het basispakket onder een beperkende voorwaarde.

## Waarschuwing na registratie
Op 25 september 2009 gaf de FDA een waarschuwing uit voor acute pancreatitis. De hele groep van incretinemimetica lijkt inmiddels verdacht. Op 14 maart 2013 bracht de FDA wederom een waarschuwing naar buiten voor een hogere kans op pancreatitis. Ook het EMA stelt een onderzoek in.
Middels de SAVOR-studie stelde in 2013 de FDA een grotere kans op hartfalen vast. In 2015 werd de waarschuwing uitgebreid met de kans op een hogere sterfte. het Nederlandse CBG onderzoekt inmiddels deze nieuwe aantijgingen tegen dit geneesmiddel. Producent Astra neemt een heel ander standpunt in.
28 Augustus 2015 waarschuwde de FDA nadrukkelijk voor gewrichtspijn bij de hele groep van DPP IV-remmers.

## Foute promotieadvertentie MSD in Nederland
Een klacht van het Nederlands Huisartsen Genootschap (NHG) over een advertentie waarin MSD de suggestie wekte dat sitagliptine wordt aanbevolen in de NHG-Standaard Diabetes, is door de Codecommissie Geneesmiddelen Reclame (CGR) in december 2013 gegrond bevonden.